# Pedro Moutinho (futebolista)
Pedro da Silva Moutinho (Santo Tirso, 9 de Setembro de 1979) é um futebolista português que joga habitualmente como avançado.
No início da época 2008/2009 foi contratado pelo Marítimo ao Falkirk Football Club da Scottish Premier League. Mas logo no "mercado de Inverno" foi cedido, a título de empréstimo, ao Rio Ave Futebol Clube.
No início da época 2009/2010 rescindiu o contrato que o ligava ao  Marítimo.